# James R. Moore
James R. Moore (1947) è un biografo, docente storico della scienza britannico.
Ricercatore all'Università di Cambridge e docente nell'ambito del progetto Open University, è soprattutto noto per i libri sull'evoluzionismo e per la biografia di Charles Darwin, scritta con Adrian Desmond.

## Biografia
Nel '91, tale volume ha vinto il James Tait Black Memorial Prize, il Comisso Italian Prize for Biography, il Watson Davis Prize della Società statunitense di storia della scienza, nonché il Dingle Prize della Società britannica di storia della scienza. Un'edizione più compatta del libro fu realizzata con Desmond e Janet Browne coi quali ha curato anche la voce di Darwin per l'Oxford Dictionary of National Biography.
Si è occupato anche di storia della teologia naturale nel XIX secolo e del rapporto fra scienza e fede.

## Opere
- The Post-Darwinian Controversies. A study of the Protestant struggle to come to terms with Darwin in Great Britain and America 1870–1900,  Cambridge University Press, 1979
- James R. Moore, Adrian Desmond, Darwin: The Life of a Tormented Evolutionist, Joseph, Londra, 1991, ISBN 0-14-013192-2
- The Darwin Legend, Baker Books, 1995, ISBN 0-340-64243-2
- Janet Browne, Adrian Desmond,  Charles Darwin (Very Interesting People), 2007
- James R. Moore, Adrian Desmond, Darwin's Sacred Cause: Race, Slavery, and the Quest for Human Origins, Houghton Mifflin Harcourt, 2009